# Pogonaleyrodes zimmermanni
Pogonaleyrodes zimmermanni es un hemíptero de la familia Aleyrodidae, con una subfamilia: Aleyrodinae.
Pogonaleyrodes zimmermanni fue descrita científicamente por primera vez por Newstead en 1911.